# Calocedrus rupestris
Calocedrus rupestris ist eine Pflanzenart aus der Gattung der Weihrauchzedern (Calocedrus). Die Erstbeschreibung dieser nur im nördlichen Vietnam vorkommenden Art erfolgte erst 2004.

## Beschreibung
Calocedrus rupestris wächst als immergrüner Baum, der Wuchshöhen von bis zu 25 Metern und Stammdurchmesser (Brusthöhendurchmesser) von bis zu 100 Zentimeter erreichen kann. Fast gerade vom Stamm abgehende Äste bilden eine breitlich-runde Krone. Die grau-braune bis braune, 8 bis 12 Millimeter dicke Borke ist faserig-gefurcht und blättert in länglichen Streifen ab. Das Holz weist eine hellgelbe Färbung auf.
Die kreuzgegenständig, zu viert in Wirteln angeordneten Blätter sind entlang der Zweige dimorph, es gibt also zwei unterschiedliche Blattformen. Das senkrechte Blattpaar ist abgeflacht und das seitliche Blattpaar ist kahnförmig. Die 1 bis 7 Millimeter langen und 0,3 bis 2,5 Millimeter breiten, schuppenförmigen Blätter besitzen eine am Zweig herablaufende Basis und ein stumpfes oberes Ende. Die Blätter sind einheitlich grün gefärbt und besitzen manchmal auf der Blattunterseite mehrere, nur schwer erkennbare Stomatabänder.
Die Blütezeit erstreckt sich von Dezember bis Januar. Die männlichen Blütenzapfen sind anfangs hellgrün und färben sich später hellbraun. Die männlichen Blütenzapfen sind bei einer Länge von 4,5 bis 6 Millimeter und einem Durchmesser von 1,5 bis 2,2 Millimeter zylindrisch. Jeder männliche Blütenzapfen enthält Mikrosporophylle mit zwei bis sechs Pollensäcken. Die Mikrosporophylle sind bei einer Länge von 0,8 bis 1,2 Millimeter und einer Breite von 1 bis 1,2 Millimeter rundlich-stumpf oder breit geformt.
Die grünlich braunen weiblichen Zapfen stehen einzeln oder zu zweit an den Zweigenden. Die weiblichen Zapfen sind bei einer Länge von 4 bis 7 Zentimeter und einem Durchmesser von 2,5 bis 4 Millimetern eiförmig geformt. Die Zapfen reifen wahrscheinlich von September bis Oktober. Die weiblichen Zapfen enthalten vier, selten sechs Zapfenschuppen, wobei zwei keine Samen tragen. Die zwei fertilen Zapfenschuppen tragen jeweils ein oder zwei Samen. Die 4 bis 5 Millimeter großen, eiförmigen Samen besitzen zwei unregelmäßig geformte Flügel.

## Vorkommen
Das natürliche Verbreitungsgebiet von Calocedrus rupestris umfasst den nördlichen Teil Vietnams. Man findet sie dort in den Provinzen Bắc Kạn, Cao Bằng, Hà Giang, Hòa Bình, Nghệ An, Quảng Bình und Sơn La. Da einige Bestände nahe den Grenzen zu China und Laos gefunden wurden gibt es wahrscheinlich auch Vorkommen in diesen Ländern.
Calocedrus rupestris gedeiht im tropischen Monsunklima mit regenreichen Sommermonaten. Der Jahresniederschlag liegt je nach Standort zwischen 1200 und 3000 Millimeter. Im Winter kann es an manchen Standorten auch zu Frösten kommen. Calocedrus rupestris wächst ausschließlich im tropischen Karstgebiet.
Calocedrus rupestris gedeiht sowohl in Mischwäldern und immergrünen Nadelwäldern sowie auch in Reinbeständen. In Reinbeständen existiert eine dichte Strauch- und Krautschicht mit einer hohen Artenvielfalt.

## Gefährdung und Schutz
Calocedrus rupestris wird in der Roten Liste der IUCN als „Endangered“ = „stark gefährdet“ geführt. Der Gesamtbestand wird auf weniger als 2500 ausgewachsene Exemplare geschätzt. Als Hauptgefährdungsgründe werden die Holznutzung und fortschreitende Entwaldung zusammen mit einer geringen Fortpflanzungsrate genannt. Ihr Lebensraum gilt als sehr anfällig für Klimaveränderungen wie weniger Feuchtigkeit und Niederschläge.

## Taxonomie
Calocedrus rupestris ist eine Art aus der Gattung der Weihrauchzedern (Calocedrus). Sie unterscheidet sich von der ebenfalls in Vietnam heimischen Art Calocedrus macrolepis durch die deutlich kleineren Blätter und Zapfen, wobei die Samenzapfen meist nur vier statt sechs Zapfenschuppen aufweisen. Die beiden Arten wachsen in unterschiedlichen Lebensräumen und auch ihre Verbreitungsgebiete überschneiden sich kaum.
Die Erstbeschreibung als Calocedrus rupestris erfolgte 2004 durch Leonid Vladimirovich Averyanov, Tiên Hiêp Nguyên und Phan Kê Lôc  in Issues of Basic Research in Life Sciences with direction in upland agriculture and forestry. Proceedings, the 2004th [sic] National Conference on Life Sciences Thai Nguyen University, September 23. Das Artepitheton rupestris bedeutet felsenbewohnend, also sehr zutreffend für die felsigen Standorte im tropischen Karst.

## Nutzung
Das Holz von Calocedrus rupestris wird aufgrund seiner Festigkeit und seines Wohlgeruchs sehr geschätzt und erzielt hohe Preise. Es wird für den Innenausbau und zur Herstellung von Möbeln verwendet. Das Holz wird nicht nur in Vietnam genutzt, sondern auch nach China gehandelt.